# 1960 en musique classique
| \| • Retour à la chronologie générale de la musique classique • \| |
| Grèce • Rome • Haut Moyen Âge • VIIIe siècle • IXe siècle • Xe siècle • XIe siècle XIIe siècle • XIIIe siècle • XIVe siècle • XVe siècle • XVIe siècle • XVIIe siècle XVIIIe siècle • XIXe siècle • XXe siècle • XXIe siècle |
| • Retour à la chronologie générale de la musique classique • |

| Années en musique classique : 1957 - 1958 - 1959 - 1960 - 1961 - 1962 - 1963    |
| Décennies en musique classique : 1930 - 1940 - 1950 - 1960 - 1970 - 1980 - 1990 |

## Événements

### Créations

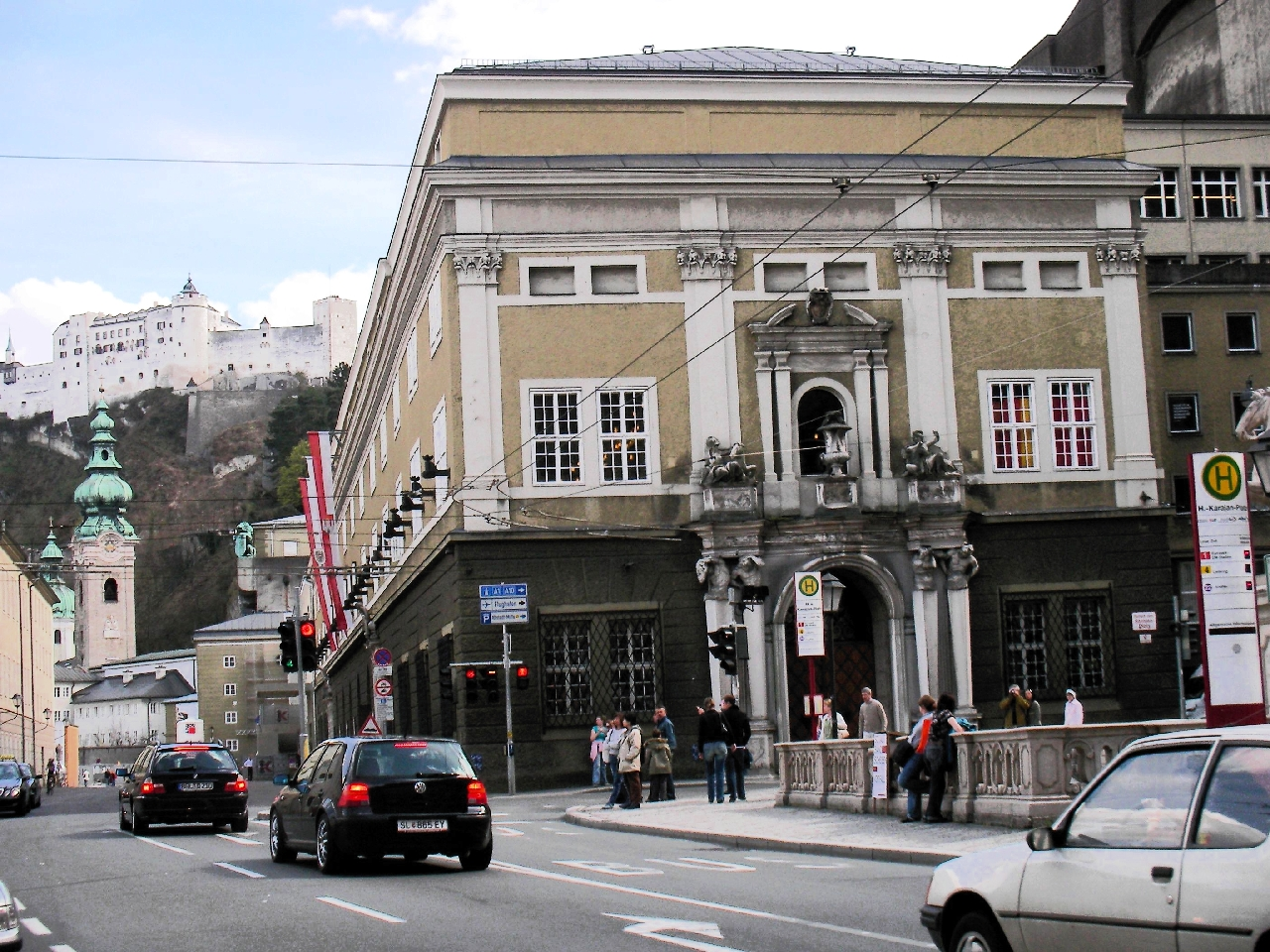
Grand palais des festivals de Salzbourg

- 2 janvier : la Symphonie no 4 de Roger Sessions, créée par l'Orchestre symphonique du Minnesota dirigé par Antal Doráti.
- 10 mars : Svätopluk, opéra de Eugen Suchoň, créé à Bratislava.
- 25 mars : Quatuor no 2 d'Elliott Carter, créé par le quatuor Juilliard.
- 29 mars : la Symphonie no 9 de Darius Milhaud, créée à Fort Lauderdale.
- mai : Thrène à la mémoire des victimes d'Hiroshima de Krzysztof Penderecki, créé à la Radio de Varsovie.
- 13 juin : Pli selon pli, portrait de Mallarmé, de Pierre Boulez, Cori di Didone de Luigi Nono et Kontakte de Karlheinz Stockhausen, créés à Cologne.
- 27 septembre : Monumentum pro Gesualdo d'Igor Stravinsky, créé par le compositeur au palais des Doges de Venise.
- 2 octobre : le quatuor à cordes no 8 de Dmitri Chostakovitch, créé à Moscou.
- 13 octobre : Il Pigmalione, opéra de Gaetano Donizetti (écrit en 1816), créé à Bergame.
- 21 octobre : la Symphonie no 7 de William Schuman, créé l'Orchestre symphonique de Boston dirigé par Charles Munch.
- 28 octobre : le Concerto pour violon no 2 de Walter Piston, créé par Joseph Fuchs et l'Orchestre symphonique de Boston dirigé par William Steinberg.
- 2 novembre : la Symphonie no 4 de Malcolm Arnold, créée au Royal Festival Hall par l'Orchestre symphonique de la BBC dirigé par l'auteur.
- 12 décembre : la Symphonie no 11 de Darius Milhaud, créée à Dallas par l'Orchestre symphonique de Dallas sous la direction de Paul Kletzki.

### Autres
- 1er janvier : concert du nouvel an de l'orchestre philharmonique de Vienne au Musikverein, dirigé par Willi Boskovsky.
- 26 juillet : Inauguration du Grand palais des festivals de Salzbourg.

#### Date indéterminée
- Fondation de l'Orchestre philharmonique de Liège.
- Fondation de l'Orchestre de chambre de Lituanie.

## Prix
- Marcel Poot obtient le 1er prix de composition du Concours musical international Reine Élisabeth de Belgique.
- Maurizio Pollini obtient le 1er prix de piano du Concours international de piano Frédéric-Chopin.
- Andrzej Jasiński obtient le 1er prix de piano du Concours international de musique Maria-Canals.
- Wolfgang Fortner reçoit le Prix Bach de la Ville libre et hanséatique de Hambourg.
- Dag Ivar Wirén reçoit le Prix Christ-Johnson pour la Symphonie no 4.

## Naissances

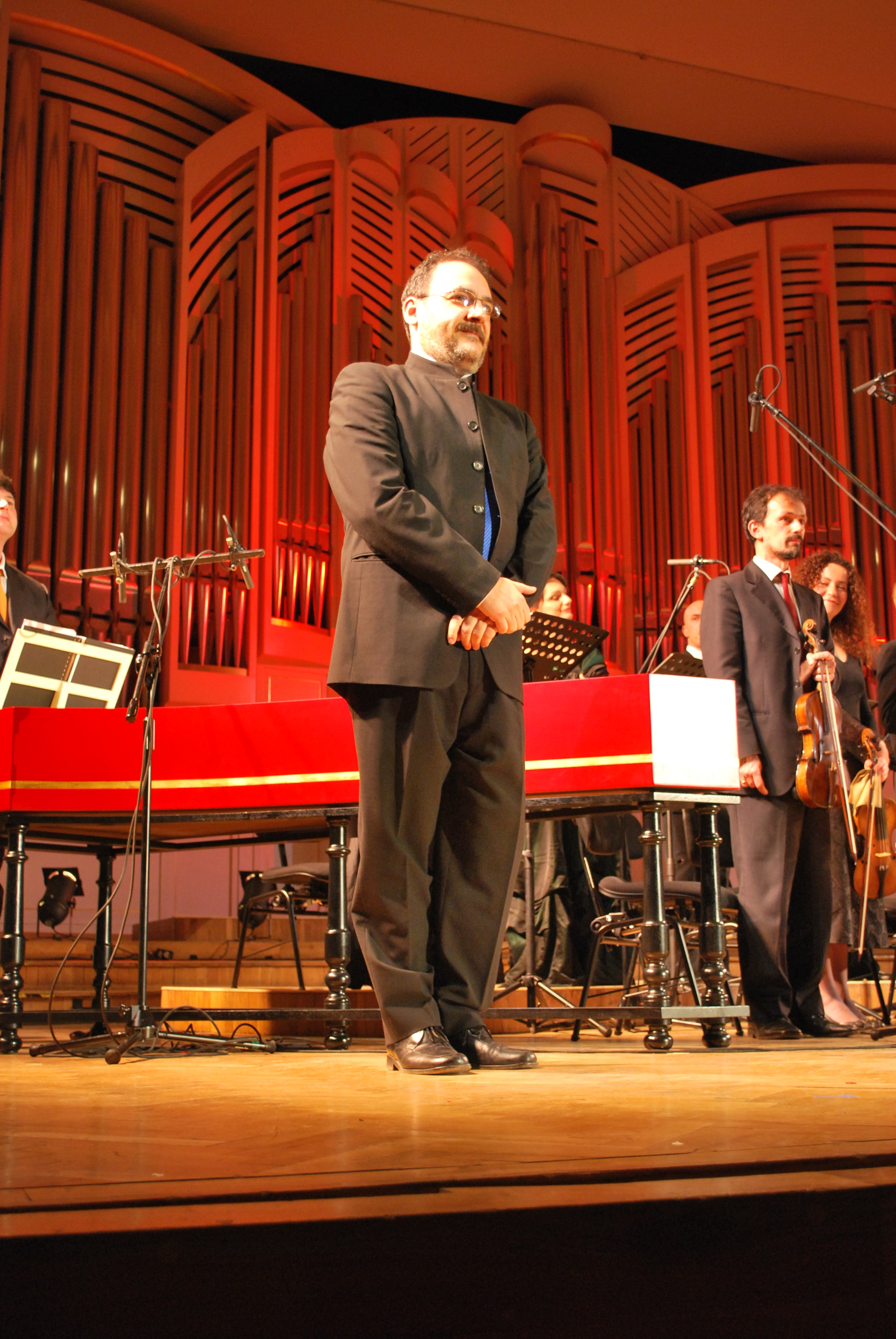
Rinaldo Alessandrini

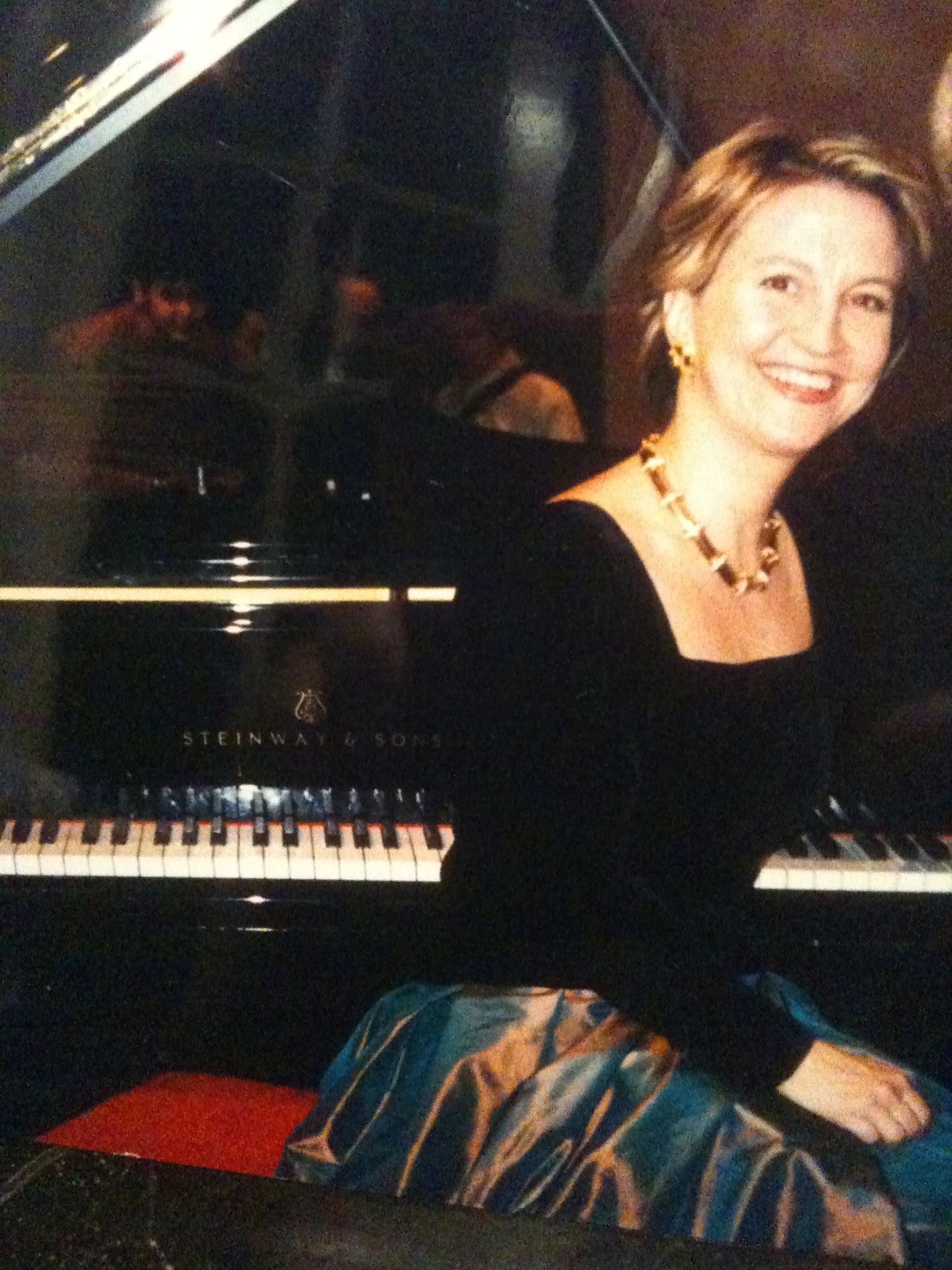
Nathalie Béra-Tagrine

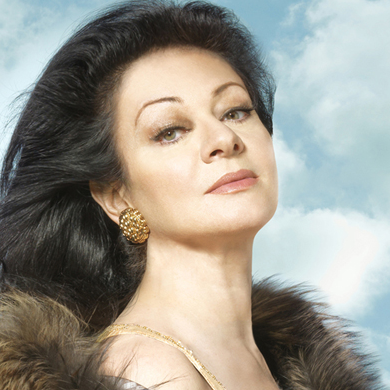
Daniela Dessi

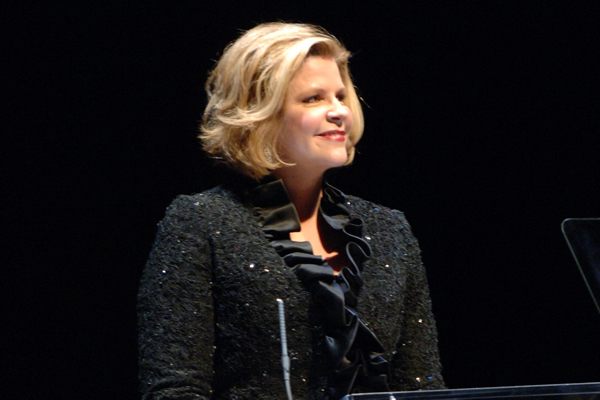
Susan Graham

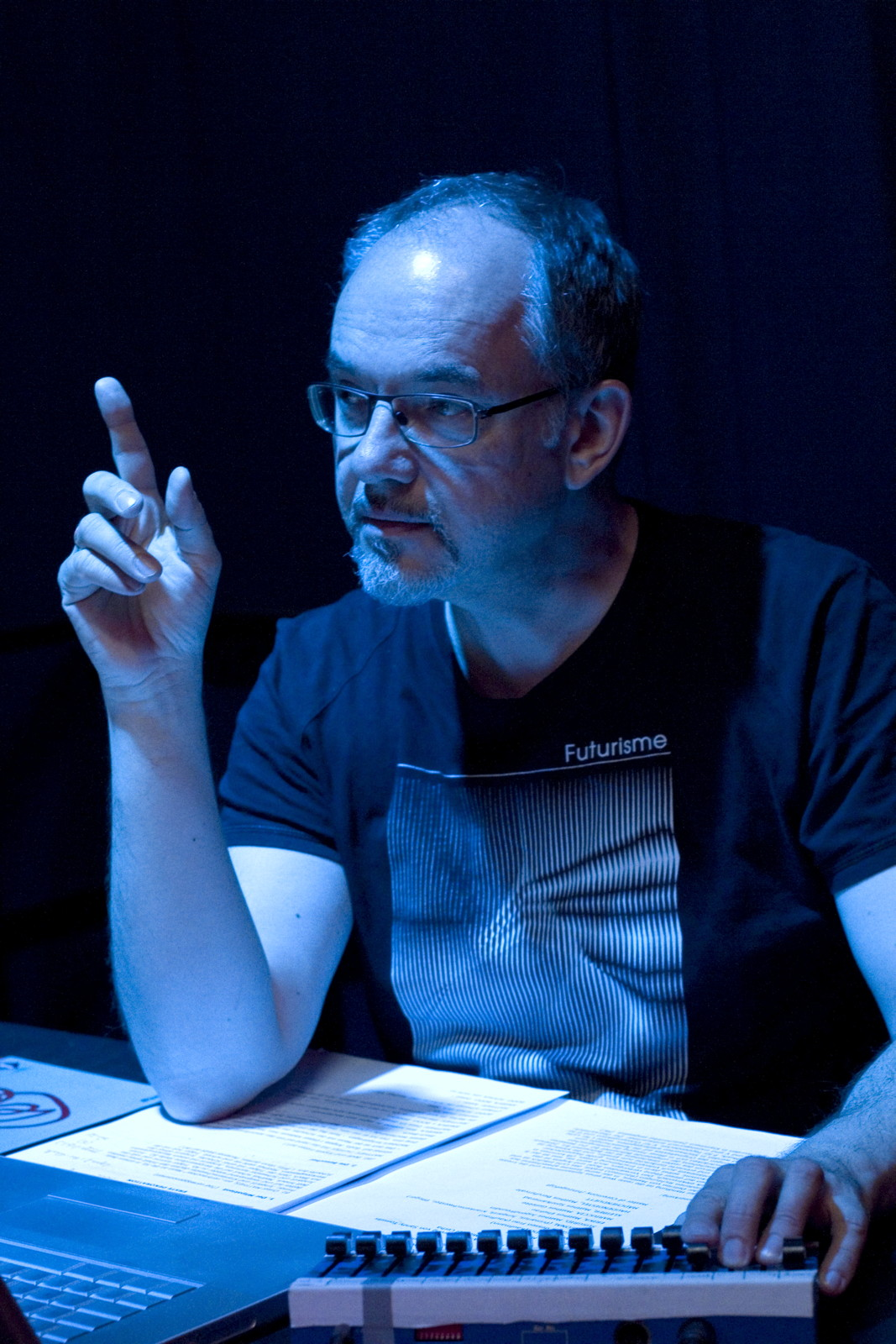
Karlheinz Essl junior

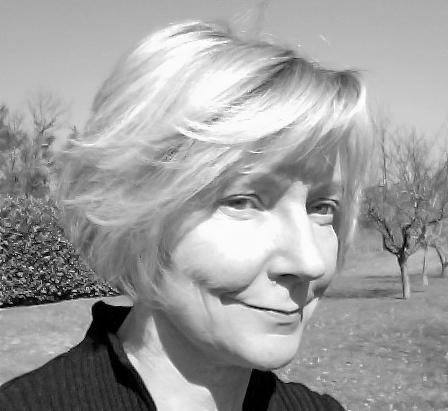
Pascale Jakubowski

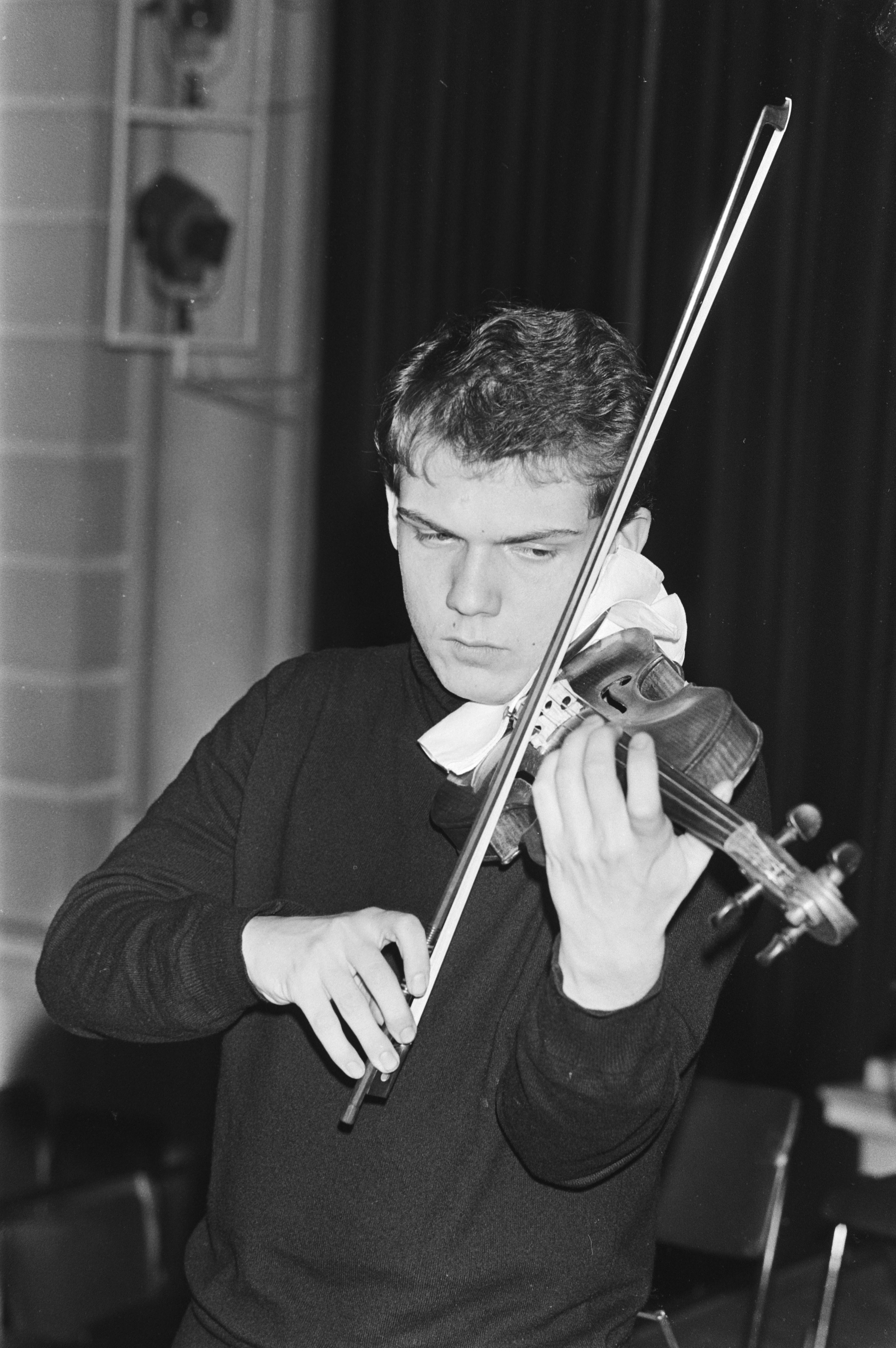
Jaap van Zweden

- 9 janvier : Haukur Tómasson, compositeur islandais.
- 15 janvier : Aaron Jay Kernis, compositeur américain.
- 25 janvier : Rinaldo Alessandrini, claveciniste, organiste, pianofortiste, chef de chœur et chef d'orchestre italien.
- 29 janvier : Cho-Liang Lin, violoniste américain d'origine taïwanaise.
- 30 janvier : Gerald Finley, baryton canadien.
- 3 février : Malcolm Martineau, pianiste écossais.
- 5 février : Aris Christofellis, sopraniste musicologue grec.
- 15 février : Nathalie Béra-Tagrine, pianiste française.
- 22 février : François Fernandez, violoniste français.
- 23 février : Claude Ledoux, compositeur belge.
- 4 mars : Kazushi Ōno, chef d'orchestre japonais.
- 9 mars : Florence Malgoire, violoniste, pédagogue et chef d'orchestre française († 11 août 2023).
- 17 mars : Patrick Burgan, compositeur français.
- 20 mars : Benoît Duteurtre, romancier, critique musical et producteur sur France Musique († 16 juillet 2024).
- 27 mars : Philippe Bianconi, pianiste français.
- 2 avril : Stéphane Lemelin, pianiste canadien.
- 10 avril : Jean-Yves Ossonce, chef d'orchestre français.
- 23 avril : Barry Douglas, pianiste et chef d’orchestre britannique.
- 26 avril : Stefan Anton Reck, chef d’orchestre allemand.
- 29 avril : Kari Kriikku, clarinettiste finlandais.
- 3 mai : Steffen Schleiermacher, compositeur, pianiste et chef d'orchestre allemand.
- 10 mai : Kimmo Nevonmaa, compositeur finlandais († 18 septembre 1996).
- 14 mai :
  - Daniela Dessi, soprano italienne.
  - Hanspeter Kyburz, compositeur suisse.
- 17 mai : Gábor Csalog, pianiste hongrois.
- 24 mai : Paul McCreesh, chef d'orchestre anglais.
- 31 mai : Theodore Kuchar, chef d'orchestre américain.
- 6 juin : Jean-Luc Fafchamps, pianiste et compositeur belge.
- 10 juin : 
  - Patrick Genet, violoniste et enseignant vaudois.
  - Mark-Anthony Turnage, compositeur anglais.
  - Élizabeth Vidal, soprano colorature française.
- 22 juin : Ilton Wjuniski : claveciniste français.
- 29 juin : Christoph Cech, pianiste, compositeur, chef d'orchestre et professeur autrichien.
- 4 juillet : Pavlo Beznosiuk, violoniste et chef d'orchestre anglais.
- 17 juillet : Dawn Upshaw, soprano américaine.
- 19 juillet : Carlo Rizzi, chef d'orchestre italien.
- 23 juillet : Susan Graham, cantatrice mezzo-soprano américaine.
- 30 juillet : Andreas Schmidt, baryton-basse allemand.
- 3 août : Coralie Fayolle, compositrice et professeure de musique française.
- 4 août : Deborah Voigt, soprano américaine.
- 6 août : Pierre Gillet, trompettiste français.
- 8 août : Alexander Lonquich, pianiste et chef d'orchestre allemand.
- 14 août : Cecilia Gasdia, soprano italienne.
- 15 août :
  - Karlheinz Essl junior, compositeur autrichien.
  - Olivier Baumont, claveciniste français.
- 16 août : Franz Welser-Möst, chef d’orchestre autrichien.
- 18 août : Giacomo Prestia, chanteur lyrique italien.
- 26 août : Katalin Szendrényi, soprano hongroise.
- 5 septembre : Karita Mattila, soprano finlandaise.
- 6 septembre : Detlev Glanert, compositeur allemand.
- 9 septembre : Urmas Sisask, compositeur estonien († 17 décembre 2022).
- 20 septembre : Toshiyuki Kamioka, chef d'orchestre et pianiste japonais.
- 22 septembre : 
  - Luca Canonici, ténor italien.
  - Boyan Vodenitcharov, pianiste bulgare.
- 30 septembre : Anssi Karttunen, violoncelliste finlandais.
- 4 octobre : Adolf Pla, pianiste et chef d'orchestre catalan.
- 9 octobre : Ottavio Dantone, claviériste et chef d'orchestre italien.
- 18 octobre : Michel Bourdoncle, pianiste et pédagogue français.
- 25 octobre : María de Alvear, compositrice hispano-allemande.
- 27 octobre : Manfredo Kraemer, violoniste et chef d'ensemble germano-argentin.
- 5 novembre : Rinat Ibraguimov, contrebassiste russe († 2 septembre 2020).
- 7 novembre : Pascale Jakubowski, compositrice française.
- 13 novembre : Bruno Giner, compositeur français.
- 17 novembre : John Butt, chef d'orchestre organiste et claveciniste britannique.
- 21 novembre : Stewart Wallace, compositeur américain.
- 22 novembre : Andrea Coen, claveciniste, organiste, pianofortiste et musicologue italien.
- 23 novembre : Jean-François Zygel, pianiste compositeur, professeur d'écriture et d'improvisation.
- 5 décembre : Osvaldo Golijov, compositeur argentin.
- 7 décembre : Yasuhide Itō, compositeur, pianiste et chef d'orchestre japonais.
- 12 décembre : Jaap van Zweden, violoniste et chef d'orchestre néerlandais.
- 17 décembre : Jacques Tchamkerten, pianiste, organiste et ondiste suisse.
- 19 décembre : Chantal Juillet, violoniste québécoise.

### Date indéterminée
- Éric Aubier, trompettiste concertiste classique.
- Alain Celo, altiste de l’Orchestre national de Lorraine.
- Nigel Clarke, compositeur britannique.
- Éric Davoust, pianiste français († 7 mai 2024).
- Vincent Freppel, organiste-compositeur français.
- Xavier Gagnepain, violoncelliste français.
- Jean Geoffroy, percussionniste et pédagogue français.
- Renato Mismetti, baryton italo-brésilien.
- Alexandre Roudine, chef d'orchestre et violoncelliste russe.
- Joseph Swensen, violoniste, chef d'orchestre et compositeur américain.
- Leontina Vaduva, soprano française.
- Iris Vermillion, mezzo-soprano allemande.
- Yip Wing-sie, chef d'orchestre hongkongaise.

## Décès

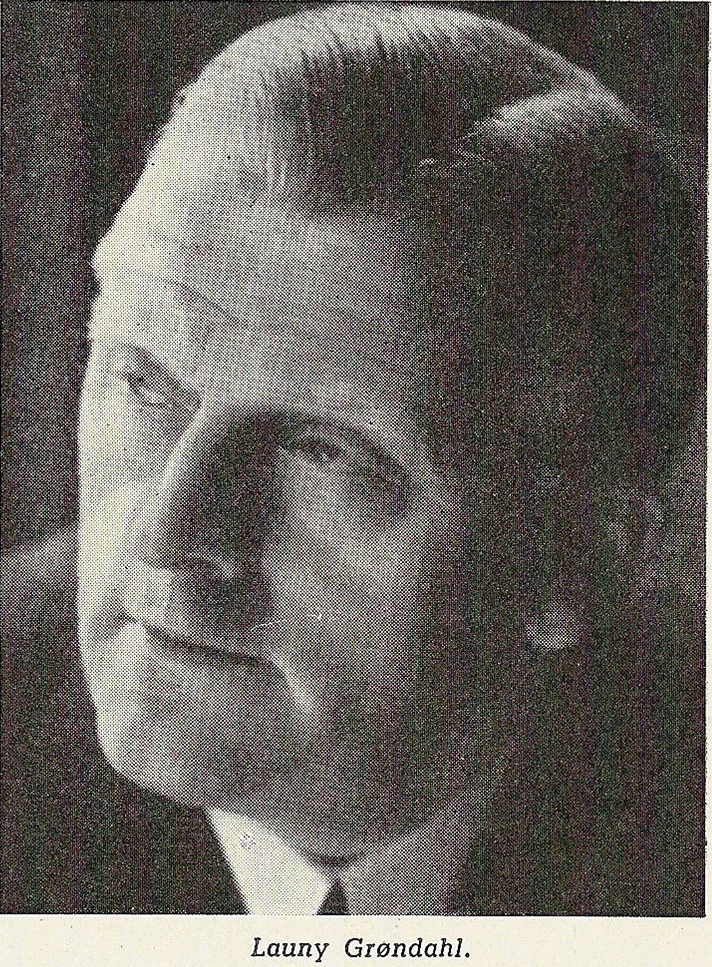
Launy Grøndahl

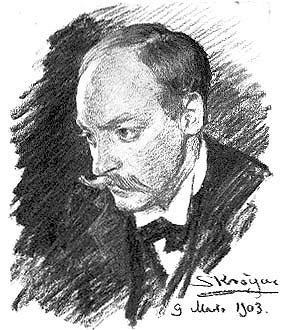
Hugo Alfvén

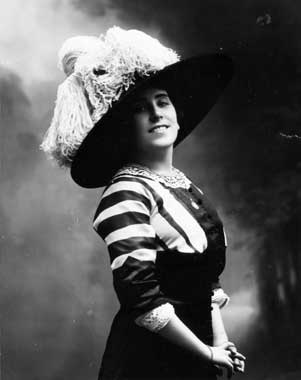
Lucrezia Bori

- 21 janvier : Launy Grøndahl, compositeur et chef d'orchestre danois (° 30 juin 1886).
- 24 janvier : Edwin Fischer, pianiste suisse (° 6 octobre 1886).
- 25 janvier : Rutland Boughton, compositeur britannique (° 23 janvier 1878).
- 29 janvier : Henri Leroy, clarinettiste français (° 27 juillet 1874).
- 2 février : Jenő Huszka, compositeur hongrois (° 24 avril 1875).
- 5 février : Rudolf Nelson, compositeur allemand (° 4 avril 1878).
- 9 février : Ernő Dohnányi, compositeur, chef d'orchestre et pianiste hongrois (° 27 juillet 1877).
- 16 février :  Georges Lauweryns, pianiste, chef d'orchestre et compositeur français né belge (° 9 août 1884).
- 19 février : Dorothy Lawton, bibliothécaire musicale britannique (° 31 juillet 1874).
- 24 février : Jean Binet, compositeur et musicien vaudois (° 17 octobre 1893).
- 2 mars : Émile Vuillermoz, compositeur, musicographe et critique musical français (° 23 mai 1878).
- 4 mars : Leonard Warren, baryton américain (° 21 avril 1911).
- 9 mars : Otto Ackermann, chef d'orchestre né en Roumanie, naturalisé suisse (° 5 octobre 1909).
- 16 mars : Abbie Mitchell, chanteuse soprano d'opéra américaine (° 25 septembre 1884).
- 22 mars : Jacques-Henry Rys, chef d'orchestre et compositeur français (° 10 novembre 1909).
- 27 mars : Ian Whyte, chef d'orchestre et compositeur écossais (° 13 août 1901).
- 30 mars : 
  - Eléni Lambíri, compositrice et chef d'orchestre grecque (° 9 février 1889).
  - Joseph Haas, compositeur et pédagogue allemand (° 19 mars 1879).
- 10 avril : Arthur Benjamin, pianiste et compositeur australien (° 18 septembre 1893).
- 6 mai : Paul Abraham, compositeur hongrois (° 2 novembre 1892).
- 8 mai : Hugo Alfvén, compositeur, chef d'orchestre, violoniste et peintre suédois (° 1er mai 1872).
- 12 mai : Armstrong Gibbs, compositeur anglais (° 10 août 1889).
- 14 mai : Lucrezia Bori, soprano espagnole (° 24 décembre 1887).
- 6 juin : Koichi Muramatsu (村松 孝?), facteur japonais de flûte traversière moderne (° 12 avril 1898).
- 27 juin : Jules Gressier, chef d'orchestre français (° 24 juin 1897).
- 9 juillet : Edward Hill, compositeur américain (° 9 septembre 1872).
- 11 juillet :
  - Jesús Arámbarri, compositeur et chef d'orchestre espagnol (° 13 avril 1902).
  - Giovanni Antiga, compositeur et organiste italien (° 29 juillet 1878).
- 15 juillet : Lawrence Tibbett, baryton américain (° 16 novembre 1896).
- 25 juillet : Désiré Defauw, chef d’orchestre belge (° 5 septembre 1885).
- 7 août : 
  - André Bloch, compositeur français (° 14 janvier 1873).
  - Väinö Hannikainen, compositeur et harpiste finlandais (° 12 janvier 1900).
- 9 août : Louis Cahuzac, clarinettiste et compositeur français (° 12 juillet 1880).
- 7 septembre : Paul Miche, compositeur suisse (° 20 avril 1886).
- 9 septembre : Jussi Björling, chanteur d'opéra suédois (° 5 février 1911).
- 13 septembre : Leó Weiner, compositeur et pédagogue hongrois (° 16 avril 1885).
- 21 septembre : Endre Koréh, basse hongrois (° 13 avril 1906).
- 2 octobre : Jaroslav Doubrava, compositeur, peintre et pédagogue tchèque (° 25 avril 1909).
- 19 octobre : Günter Raphael, compositeur allemand (° 30 avril 1903).
- 25 octobre : José Padilla Sánchez, compositeur espagnol (° 23 mai 1889).
- 30 octobre : Alfred Hill, compositeur, chef d'orchestre et pédagogue australo-néo-zélandais (° 16 décembre 1869).
- 2 novembre : Dimitri Mitropoulos, chef d'orchestre, pianiste et compositeur grec, naturalisé américain (meurt en scène) (° 1er mars 1896).
- 16 novembre : Emil Cooper, chef d'orchestre et violoniste russe (° 12 décembre 1877).
- 19 novembre : Henri Etcheverry, chanteur lyrique français (° 29 mars 1900).
- 27 novembre : Paul Allix, organiste et compositeur français (° 17 novembre 1888).
- 4 décembre : 
  - Charlesky, chanteur de tyroliennes et artiste français de café concert et d'opéra (° 2 mai 1881).
  - Walter Goehr, compositeur et chef d'orchestre allemand naturalisé anglais (° 28 mai 1903).
- 7 décembre : Clara Haskil, pianiste roumaine et suisse (° 7 janvier 1895).
- 10 décembre : Mado Robin, cantatrice soprano française (° 29 décembre 1918).
- 25 décembre : Sergueï Mikhaïlovitch Kotchoubeï, chanteur d'opéra et de concert (° 3 avril 1896).
- 31 décembre : Semion Bogatyrev, musicologue et compositeur russe (° 16 février 1890).

### Date indéterminée
- Marius Coste, chef d'orchestre de variétés françaises et d'opérette.
- Joseph Victor Meyer, pianiste, organiste, chef d'orchestre et de chœur, professeur d'orgue (° 1906).